# Beachhandball-Juniorenweltmeisterschaften 2022
Die Beachhandball-Juniorenweltmeisterschaften 2022 waren die zweite Austragung der Welt-Nachwuchs-Meisterschaft im Beachhandball.
Nach den ersten Junioren-Weltmeisterschaften, die im Vorlauf zu den Olympischen Jugendspielen 2018 2017 als U17-Turnier ausgetragen wurden, dauerte es aufgrund der COVID-19-Pandemie bis 2022, dass es eine zweite Auflage des Turniers, nun als U18-Veranstaltung, durchgeführt wurde. Das Turnier hätte erneut als Qualifikationsturnier zu den Olympischen Jugendspielen 2022 dienen sollen, die jedoch um vier Jahre nach 2026 verschoben wurden.
Die Mannschaften Europas, Asiens sowie Süd- und Mittelamerikas qualifizierten sich im Rahmen der kontinentalen Meisterschaften, die Teams aus Nordamerika und der Karibik sowie Afrikas führten keine Qualifikationsturniere durch, sondern wurden eingeladen. Mannschaften Ozeaniens nahmen aufgrund von Reisebeschränkungen durch die Pandemie nicht teil.
| Juniorinnen Details | Iraklio, Griechenland 14.–19. Juni 2022 | U 18 | Spanien  | 2:1 | Niederlande | Polen | 2:1 | Ungarn     |
| Junioren Details    | Iraklio, Griechenland 14.–19. Juni 2022 | U 18 | Kroatien | 2:1 | Brasilien   | Iran  | 2:0 | Frankreich |

## Platzierungen
| Nation             | Juniorinnen | Junioren |
| ------------------ | ----------- | -------- |
| Argentinien        | 05          | 05       |
| Brasilien          | 08          | 02       |
| Deutschland        | 07          | 08       |
| Frankreich         | 06          | 04       |
| Griechenland       | 12          | 13       |
| Hongkong           | 16          | 0–       |
| Indien             | 14          | 0–       |
| Iran               | 0–          | 03       |
| Jordanien          | 0–          | 12       |
| Katar              | 0–          | 10       |
| Kroatien           | 0–          | 01       |
| Niederlande        | 02          | 0–       |
| Polen              | 03          | 0–       |
| Puerto Rico        | 15          | 0–       |
| Rumänien           | 09          | 0–       |
| Schweden           | 0–          | 09       |
| Spanien            | 01          | 07       |
| Thailand           | 11          | 0–       |
| Togo               | 0–          | 15       |
| Tschechien         | 0–          | 11       |
| Ukraine            | 10          | 06       |
| Ungarn             | 04          | 0–       |
| Uruguay            | 13          | 14       |
| Vereinigte Staaten | 0–          | 16       |
| Teilnehmerzahl     | 16          | 16       |

| Legende | Legende | Legende | Legende                                             |
| ------- | ------- | ------- | --------------------------------------------------- |
| 1       | 2       | 3       | Podest-Platzierungen                                |
| 4       | 4       | 4       | Halbfinalist                                        |
| 5 bis 8 | 5 bis 8 | 5 bis 8 | Viertelfinalisten                                   |
| T       | T       | T       | teilgenommen, aber keine Platzierungsspiele         |
| X       | X       | X       | Mannschaft zunächst gemeldet, aber nicht angetreten |

## Schiedsrichter
Für die Weltmeisterschaften wurden zehn Schiedsrichterpaare berufen. Sowohl die weiblichen Paarungen als auch die männlichen Paarungen wurden ohne Rücksicht auf die Geschlechter in beiden Turnieren eingesetzt. Da bis zu drei Spiele gleichzeitig durchgeführt wurden, kamen die Schiedsrichterpaare vergleichsweise oft zum Einsatz.
| - Flavio Assis - Sydney Antonio Dos Santos - Cédric Daré - Mathieu Fanack | - Luciano Cardone - Sebastiano Manuele - Khalid Al Hail - Ali Alyafei | - Ivica Botincan - Dario Rupčić - Weronika Łakomy - Sylwia Bartkowiak | - Nádia Lemos - Ana Barbosa - Johan Gomér - Martin Gomér | - Mohamed Aymen Ben Salah - Mohamed Kamel Drissi - Pedro Ortega - Miguel Aular |